# ليزا ميكلسون
ليزا ميكلسون (بالإنجليزية: Lisa Michelson)‏ هي ممثلة أمريكية، ولدت في 31 مارس 1958، وتوفيت في 1991 في لوس أنجلوس في الولايات المتحدة بسبب حادث مرور.

## وصلات خارجية
- ليزا ميكلسون على موقع IMDb (الإنجليزية)
- ليزا ميكلسون على موقع قاعدة بيانات الفيلم (الإنجليزية)